# Konikleca

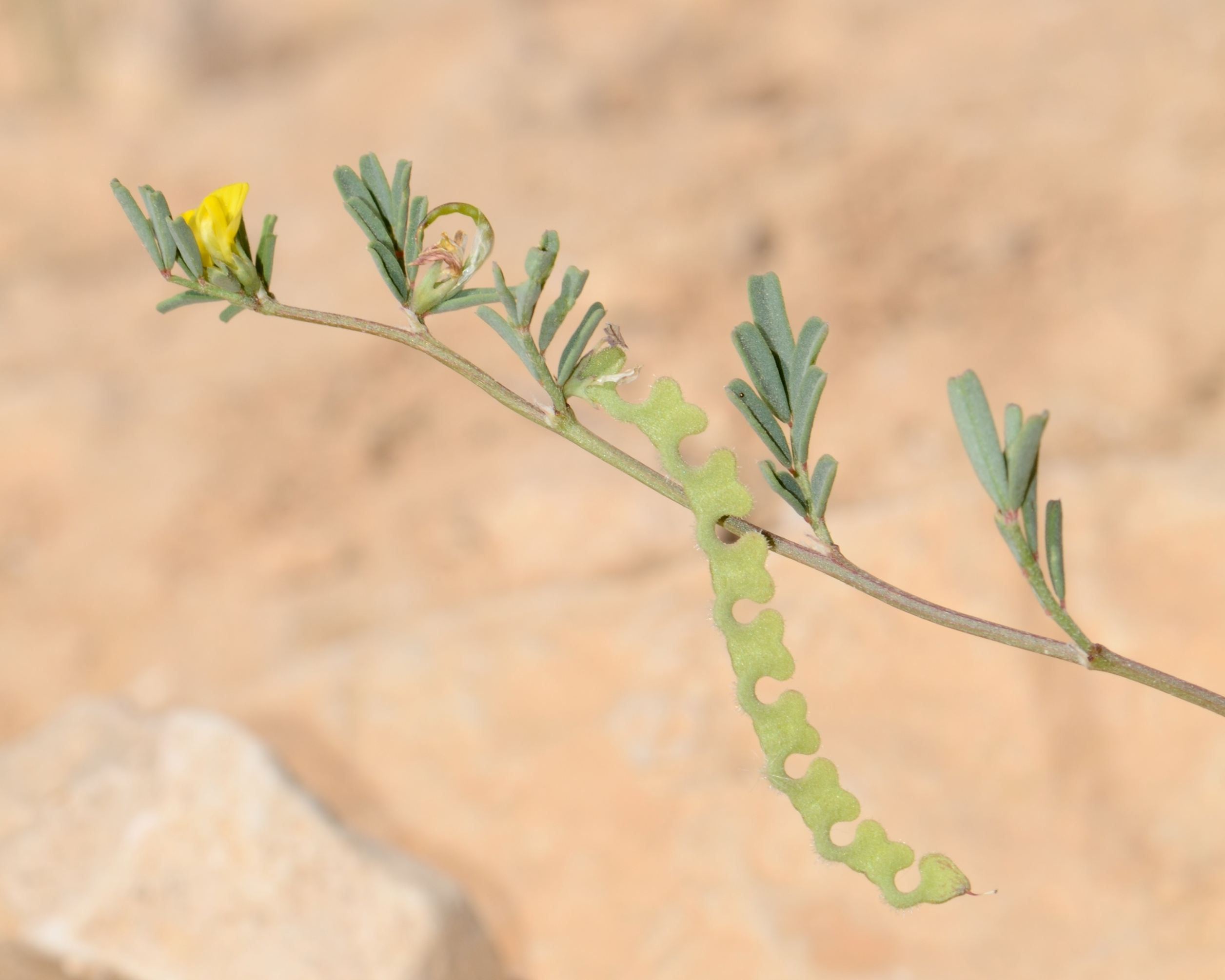
Hippocrepis unisiliquosa

Konikleca (Hippocrepis L.) – rodzaj roślin należący do rodziny bobowatych. Obejmuje ponad 30 gatunków. Występują one głównie w basenie Morza Śródziemnego, ale sięgają Półwyspu Skandynawskiego na północy, Pakistanu na wschodzie i Afryki równikowej na południu. W Polsce spotykany jest tylko jeden gatunek jako efemerofit – konikleca czubata (Hippocrepis comosa).

## Morfologia
PokrójKrzewy, byliny i rośliny jednoroczne. Z włoskami, przynajmniej na osi liścia, rzadko nagie. Łodyga jest kanciasta.
LiścieNieparzysto pierzaste, z parami listków naprzeciwległych. Listki osadzone są na wyraźnych ogonkach, czasem dłuższych od blaszki listka. Blaszka u niektórych gatunków cienka, u innych dość sztywna. Przylistki są równowąskie, do lancetowatych i trójkątnych, rzadko jajowate, zwykle wyraźnie mniejsze od listków i zawsze odmienne od nich kształtem. Często zrośnięte są na krótkim odcinku z ogonkiem liściowym.
KwiatyMotylkowe, zebrane w baldach na kanciastej lub bruzdowanej szypule, u części gatunków długiej, u kilku skróconej (H. biflora, H. unisiliquosa) i wówczas kwiatostan skąpokwiatowy (od 1 do 4 kwiatów). Przysadki zrosłe w okrywę ząbkowaną lub wcinaną, często u nasady z ciemnymi gruczołkami. Kielich zrosłodziałkowy, zwykle cylindryczny. Płatki korony z paznokciem, żółte. Górny płatek tworzy żagielek, ma brzegi odgięte do tyłu. Dwa boczne płatki tworzą skrzydełka otulające dolny płatek tworzący łódeczkę. Dziewięć pręcików jest zrośniętych w wygiętą rurkę, nitka dziesiątego pręcika jest dwukrotnie wygięta u nasady tworząc dwie przerwy w rurce. Szyjka słupka u podstawy (nad zalążnią) tęga, dalej zgięta pod kątem prostym i w szczytowej części nieco spłaszczona. W szczytowej części wyraźnie owłosiona z drobnym znamieniem. Zalążnia górna.
OwoceStrąki, zwykle owłosione.

## Systematyka
Rodzaj blisko spokrewniony z rodzajami cieciorka (Coronilla) i topornica Securigera, ale też wyraźnie od nich odmienny w odniesieniu do szeregu cech morfologicznych.
Pozycja według APweb (aktualizowany system APG IV z 2016)
Jeden z rodzajów podrodziny bobowatych właściwych Faboideae w rzędzie bobowatych Fabaceae s.l. W obrębie podrodziny należy do plemienia Loteae.
Pozycja według systemu Reveala (1993–1999)
Gromada okrytonasienne (Magnoliophyta Cronquist), podgromada Magnoliophytina Frohne & U. Jensen ex Reveal, klasa Rosopsida Batsch, podklasa różowe (Rosidae Takht.), nadrząd Fabanae R. Dahlgren ex Reveal, rząd bobowce (Fabales Bromhead), rodzina bobowate (Fabaceae Lindl.), rodzaj konikleca (Hippocrepis L.).
Wykaz gatunków
- Hippocrepis areolata Desv.
- Hippocrepis atlantica Ball
- Hippocrepis balearica Jacq.
- Hippocrepis biflora Spreng.
- Hippocrepis brevipetala (Murb.) E.Domínguez
- Hippocrepis carpetana Lassen
- Hippocrepis castroviejoi Talavera & E.Domínguez
- Hippocrepis ciliata Willd.
- Hippocrepis comosa L. – konikleca czubata
- Hippocrepis conradiae Gamisans & Hugot
- Hippocrepis constricta Kunze
- Hippocrepis cyclocarpa Murb.
- Hippocrepis emerus (L.) Lassen
- Hippocrepis eriocarpa (Boiss.) Boiss.
- Hippocrepis fruticescens Sennen
- Hippocrepis glauca Ten.
- Hippocrepis grosii (Pau) Boira, Gil & L.Llorens
- Hippocrepis liouvillei Maire
- Hippocrepis maura Braun-Blanq. & Maire
- Hippocrepis minor Munby
- Hippocrepis monticola Durieu ex Lassen
- Hippocrepis multisiliquosa L.
- Hippocrepis neglecta Lassen
- Hippocrepis nevadensis (Hrabětová) Talavera & E.Domínguez
- Hippocrepis prostrata Boiss.
- Hippocrepis rupestris Laza
- Hippocrepis salzmannii Boiss. & Reut.
- Hippocrepis scabra DC.
- Hippocrepis scorpioides Req. ex Benth.
- Hippocrepis squamata (Cav.) Coss.
- Hippocrepis tavera-mendozae Talavera & E.Domínguez
- Hippocrepis unisiliquosa L.
- Hippocrepis valentina Boiss.